# Fago M13
Il Fago M13 è un batteriofago filamentoso in grado di infettare l'E.coli, pertanto innocuo per l'uomo. Esso è alla base dei sistemi di clonazione che permettono la facile introduzione di mutazioni in geni inseriti all'interno del genoma del fago. È stato anche usato in diverse metodologie phage display e librerie genomiche e peptidiche.

## Descrizione
M13 presenta un singolo filamento di DNA circolare lungo 6.400 Kb e lungo circa 1.000 nm. In tutto sono presenti 10 geni, numerati utilizzando i numeri romani, con il gene III che codifica il rivestimento proteico minore e il gene VIII che codifica le maggiori proteine strutturali, nel seguente ordine:
| + | II | X | V  | VII | IX   | VIII | III | VI | I | IV |
| - | -- | - | -- | --- | ---- | ---- | --- | -- | - | -- |
| - | IV | I | VI | III | VIII | IX   | VII | V  | X | II |

Le proteine codificate dal gene VIII formano una struttura tubolare di circa 2.700 subunità identiche che circondano il genoma virale. Circa 5-8 copie delle proteine codificate dal gene III sono invece localizzate al termine del fago e si legano al pilo dell'E.coli.

## Ciclo vitale

### Infezione
Il singolo filamento di DNA si attacca al pilo ed entra nella cellula, al contempo la struttura tubolare si stacca mentre le proteine del gene III rimangono legate alla membrana cellulare. Successivamente il singolo filamento di DNA viene convertito in un filamento doppio di forma circolare che prende il nome di "forma RF".

### Trascrizione
A questo punto può cominciare la trascrizione:
- una serie di promotori forniscono un gradiente della trascrizione che fa si che il gene più vicino ai geni terminatori venga trascritto molto più degli altri
- due terminatori sono presenti alla fine del gene IV e del gene VIII
- la trascrizione dei 10 geni procede nella stessa direzione

### Amplificazione
La proteina del gene II introduce un'intaccatura nel filamento (+), Pol I lo estende mediante spiazzamento utilizzando il filamento (-) come template. Dopo un primo giro completo la proteina del gene II inserisce un'intaccatura e libera il genoma (+) completato che sarà quindi reso circolare. Nei primi 15 - 20 minuti della replicazione i filamenti (+) prodotti sono convertiti alla forma RF che serve da template addizionali per ulteriore trascrizione.. La concentrazione della proteina del gene V, proteina legante del singolo filamento di DNA, aumenta prevenendo la conversione dei singoli filamenti (+) nella forma RF.

## Applicazioni

### Sensori
M13 è stato recentemente utilizzato come nanomateriale funzionale in applicazioni elettriche, chimiche e ottiche per la sua non tossicità, capaictà di auto-assemblaggio e specifiche proprietà di legame. Queste proprietà lo rendono un potenziale candidato come recettore per la trasduzione di segnali biochimici e bio-ottici in segnali elettrici o ottici. Inoltre le sue proprietà superficiali possono essere manipolate mediante ingegneria genetica. Nel 2016 è stato infatti descritto un nuovo sensore selettivo per la risonanza plasmonica di superficie ad alta sensibilità che utilizza un batteriofago M13 auto-assemblato modificato geneticamente.

### Terapia fotodinamica
Le dimensioni ridotte del fago lo rendono in grado di penetrare all'interno di tessuti tumorali in punti altrimenti non raggiungibili. Inoltre la possibilità di inserire facilmente porzioni di DNA estraneo al suo interno senza comprometterne la vitalità, lo hanno reso il candidato perfetto per trasportare i fotosensibilizzatori all'interno delle cellule tumorali aumentando la selettività. Il fago è stato geneticamente modificato per colpire selettivamente il recettore del fattore di crescita dell'epidermide (EGFR) spesso espresso in maniera eccessiva in tumori come quello mammario, ai polmoni, al cervello e al colon, ovvero sono state inserite specifiche molecole all'involucro proteico che permettono l'attivazione della terapia..